# Hygropoda longimana
Espèce
Synonymes
- Dolomedes longimanus Stoliczka, 1869

Hygropoda longimana est une espèce d'araignées aranéomorphes de la famille des Pisauridae.

## Distribution
Cette espèce se rencontre au Bangladesh et en Malaisie.

## Description
La carapace de la femelle holotype mesure 4 mm de long sur 4 mm et l'abdomen 7 mm de long sur 3 mm.

## Publication originale
- Stoliczka, 1869 : Contribution towards the knowledge of Indian Arachnoidea. Journal of the Asiatic Society of Bengal, vol. 38, no 2, p. 201-251 (texte intégral).